# NGC 207
NGC 207 es una galaxia localizada en la constelación de Cetus.